# Massif des Trois-Évêchés
Pour les articles homonymes, voir Trois-Évêchés.
Le massif des Trois-Évêchés (en occitan : Massís dei Tres Eveschats) est un massif des Alpes françaises situé sur le département des Alpes-de-Haute-Provence.
Son nom vient du sommet central du massif, les Trois-Évêchés (ainsi nommé parce qu'il marquait la frontière entre les évêchés de Digne, Embrun et Senez) d'où partent plusieurs crêtes (nord, ouest et sud).

## Géographie

### Situation
Le massif au sens large s'étend du nord au sud entre le Bès à l'ouest, l'Ubaye au nord, le Verdon à l'est et l'Asse (approximativement) au sud. Il est également traversé par la Bléone et le vallon du Laverq.
Il est entouré au nord par le massif du Parpaillon, à l'est par le massif du Pelat, au sud-est par les Préalpes de Castellane et enfin au sud et à l'ouest par les Préalpes de Digne (auxquelles certains sommets méridionaux, voire l'ensemble du massif, sont parfois rattachés, bien que d'altitudes significativement supérieures, et d'orientation différente).

### Principaux sommets
- la tête de l'Estrop, 2 961 m, point culminant du massif
- la Grande Séolane, 2 909 m
- la Petite Séolane, 2 854 m
- les Trois-Évêchés, 2 818 m
- la tête de Chabrière, 2 745 m
- la roche Close, 2 739 m
- le sommet du Caduc, 2 654 m
- le Mourre-Gros, 2 652 m
- la montagne de la Blanche, 2 610 m : Bernardez, Neillère, l'Aiguillette
- les Mées, 2 599 m
- la tête de la Sestrière, 2 572 m
- la tête Noire, 2 560 m
- la Sangraure, 2 560 m
- le Dormillouse, 2 505 m
- le sommet du Tromas, 2 500 m
- l'Autapie, 2 426 m
- le sommet de Denjuan, 2 403 m
- le Gros Tapy, 2 374 m
- la Grand Croix, 2 369 m
- la montagne du Cheval Blanc, 2 323 m

La montagne de Cordœil (2 115 m) et celle de Maurel (1 770 m), de taille et d'altitude plus modestes, sont entièrement isolées du reste du massif, par le Haut Verdon à l’est, son affluent l’Issole à l’ouest et son sous-affluent le Riou au nord.

## Géologie
Le massif des Trois-Évêchés est constitué de roches sédimentaires, principalement du grès et des marnes, typiques des Préalpes.
La nature géologique du nord du massif se rattache à la vallée de l'Ubaye.

## Histoire

### Crash du vol Germanwings 9525
Le 24 mars 2015, vers 10 h 41 du matin, un Airbus A320 de la compagnie aérienne allemande Germanwings, devant relier Barcelone (Espagne) à Düsseldorf (Allemagne) sous le numéro de vol 9525, s'écrase sur une montagne du massif des Trois-Évêchés, sur le territoire de la commune de Prads-Haute-Bléone. Cet accident entraîne la mort des 150 passagers et membres d'équipage de l'avion.

## Activités

### Stations de sports d'hiver
- Val d'Allos
- Pra Loup
- Saint-Jean-Montclar

### Canyonisme
Le massif recèle entre autres deux descentes de canyon exceptionnelles et de haut niveau : Male Vesse et Bussing.